# Simeikine
Simeikine (en ucraïnès Сімейкине, en rus Семейкино, Semeikino) és una vila de l'óblast de Luhansk a Ucraïna. Fins al 2020 formava part del districte de Sorokine, però després passà a formar part del districte de Luhansk i del municipi de Molodohvardíisk. Tanmateix, segons el sistema administratiu rus que ocupa i controla la vila i la regió, Simeikine continua pertanyent al districte de Krasnodon. El 2022 tenia 2.208 habitants.
La vila està ocupada per Rússia des de la Guerra al Donbàs, i és administrada per la República Popular de Luhansk.

## Història
La vila fou fundada entre 1910 i 1914 simultàniament amb la línia ferroviària Rodàkove-Likhaia i l'estació de tren de Simeikine.
Durant la dècada de 1930 es construí un dipòsit de locomotores i vagons. La vila rebé l'estatus d'assentament de tipus urbà el 1938.
Durant la Segona Guerra Mundial, alguns membres de l'organització clandestina Jove Guàrdia estaven actius al poble. Seguint les instruccions del quarter general, realitzaren propaganda anti-alemanya i participaren en operacions de combat fins que a mitjans de gener de 1943, els nazis els arrestaren i assassinaren.
Durant l'època soviètica, la propietat central de la granja agrícola Simeikine estava ubicada al poble.
A partir del 2014, a causa de la Guerra al Donbàs, Simeikine està controlada per la República Popular de Luhansk.